# Aru Machi no Gunjō
Aru Machi no Gunjō (或る街の群青) je prvi singl japanskog rock sastava Asian Kung-Fu Generation s njihovog petog studijskog albuma World World World. Singl je objavljen 29. studenog 2006. te se nalazio na četvrtom mjestu Oriconove ljestvice, s prodanih više od 50,000 primjeraka. Tekst je napisao pjevač Masafumi Gotō. Singl je snimljen za anima film Tekkon Kinkreet. Na singlu se nalazi i pjesma Kugenuma Surf s njihovog idućeg albuma Surf Bungaku Kamakura. 
Videospot za singl je režirao Hideaki Sunaga.

## Popis pjesama
1. Aru Machi no Gunjō (或る街の群青, "Aru Machi no Gunjō")
2. Kugenama Surf (鵠沼サーフ, Kugenama Sāfu)

## Produkcija
- Masafumi Goto - vokal, gitara
- Kensuke Kita - gitara, prateći vokal
- Takahiro Yamada – bas, prateći vokal
- Kiyoshi Ijichi – bubnjevi
- Asian Kung-Fu Generation – producent

## Ljestvica
| Godina | Ljestvica | Najviša pozicija |
| ------ | --------- | ---------------- |
| 2006.  | Oricon    | 4                |